# Medal Zasługi Miklósa Toldiego
Medal Zasługi Miklósa Toldiego (węg. Toldi Miklós Érdemérem) – odznaczenie cywilne z czasów regencji Królestwa Węgier, nadawane w latach 1936–1946 za zasługi w dziedzinie sportu i wychowania fizycznego. Jego patronem był XIV-wieczny legendarny siłacz Miklós Toldi, znany z trylogii Jánosa Arany'ego.
Przyznawany był w trzech stopniach: złotym, srebrnym lub brązowym, którymi wyróżniono odpowiednio 32, 50 i 30 osób. 